# Rajdowy Puchar Pokoju i Przyjaźni 1989
Rajdowy Puchar Pokoju i Przyjaźni 1989 kolejny sezon serii rajdowej Rajdowego Pucharu Pokoju i Przyjaźni (CoPaF) rozgrywanej w krajach socjalistycznych w roku 1989. Sezon ten składał się z siedmiu rajdów i rozpoczął się 21 kwietnia, a zakończył 4 listopada, indywidualnie najlepszym zawodnikiem był Czechosłowak Václav Arazim, a drużynowo wygrała ekipa ZSRR.

## Kalendarz[1]
| Runda | Data               | Nazwa rajdu           | Baza rajdu  | Nawierzchnia | Zwycięzca              | Wyniki |
| ----- | ------------------ | --------------------- | ----------- | ------------ | ---------------------- | ------ |
| 1     | 21-23 kwietnia     | 16. Rajd Mogürt-Salgó | Salgotarjan | Szuter       | Sergey Alyasov         | Wyniki |
| 2     | 13-15 maja         | 20. Rajd Złote Piaski | Albena      | Mieszana     | Eugenijus Tumalevičius | Wyniki |
| 3     | 9-11 czerwca       | 23. Rajd Dunaju       | Baia Mare   | Szuter       | Toomas Seger           | Wyniki |
| 4     | 3-5 lipca          | 46. Rajd Polski       | Wrocław     | Asfalt       | Sergey Alyasov         | Wyniki |
| 5     | 15-16 września     | 21. Rajd Tatr         | Poprad      | Mieszana     | Zdeněk Pipota          | Wyniki |
| 6     | 13-15 października | Rajd Sojuz 1989       | Tartu       | Szuter       | Eugenijus Tumalevičius | Wyniki |
| 7     | 2-4 listopada      | 33. Rajd Sachsenring  | Zwickau     | Mieszana     | Kalle Grundel?         | Wyniki |

1. ↑  Zwycięzcą klasyfikacji generalnej 16. Rajdu Mogürt-Salgó był Fin Risto Buri, Sergey Alyasov w klasyfikacji generalnej zajął trzecie miejsce a wygrał klasyfikację CoPaF.
2. ↑  Zwycięzcą klasyfikacji generalnej 20. Rajdu Złote Piaski był Belg Robert Droogmans, Eugenijus Tumalevičius w klasyfikacji generalnej zajął dziesiąte miejsce a wygrał klasyfikację CoPaF.
3. ↑  Zwycięzcą klasyfikacji generalnej 43. Rajdu Polski był Belg Robert Droogmans, Sergey Alyasov w klasyfikacji generalnej zajął trzynaste miejsce a wygrał klasyfikację CoPaF.
4. ↑  Zwycięzcą klasyfikacji generalnej 21. Rajdu Tatr był Czechosłowak Leo Pavlík, Zdeněk Pipota w klasyfikacji generalnej zajął drugie miejsce a wygrał klasyfikację CoPaF.
5. ↑  Zwycięzcą klasyfikacji generalnej Rajdu Sojuz 1989 był zawodnik Radziecki Ilmar Raissar, Eugenijus Tumalevičius w klasyfikacji generalnej zajął drugie miejsce a wygrał klasyfikację CoPaF.

## Klasyfikacja kierowców[1]
| Miejsce | Kierowca               | MOG | ZŁO | DUN | POL | TAT | SOJ | SAC | Pkt |
| ------- | ---------------------- | --- | --- | --- | --- | --- | --- | --- | --- |
| 1       | Václav Arazim          | 4   | NU  | -   | 3   | 2   | -   | 4   | 86  |
| 2       | Sergey Alyasov         | 1   | -   | -   | 1   | -   | 4   | -   | 79  |
| 3       | Eugenijus Tumalevičius | 6   | 1   | -   | -   | -   | 1   | NU  | 75  |
| 4       | Viktor Shkolnyy        | -   | 2   | -   | 2   | -   | -   | 3   | 75  |
| 5       | Nikolai Nikolov        | -   | 4   | 2   | -   | -   | -   | 14  | 53  |
| 6       | Jiří Urban             | -   | -   | -   | -   | 4   | -   | 2   | 49  |
| 7       | Wolfgang Krügel        | 10  | -   | -   | 5   | -   | -   | 8   | 42  |
| 8       | Georgi Petrow          | -   | 9   | 5   | -   | -   | 22  | 10  | 37  |
| 9       | Uth Eberhard           | -   | -   | 7   | -   | 10  | -   | 11  | 36  |
| 10      | Joel Tammeka           | 7   | -   | -   | NU  | -   | -   | 7   | 29  |

| Kolor     | Opis                   |
| --------- | ---------------------- |
| Złoty     | Zwycięzca              |
| Srebrny   | 2. miejsce             |
| Brązowy   | 3. miejsce             |
| Zielony   | Punktowane miejsce     |
| Niebieski | Ukończył nie punktował |
| Fioletowy | Nie ukończył NU        |
| Czarny    | Wykluczony X           |
| Biały     | Nie wystartował NW     |
| Puste     | Nie brał udziału       |

## Klasyfikacja zespołowa[2]
| Miejsce | Zespół | Punkty |
| ------- | ------ | ------ |
| 1       | ZSRR   |        |